# Edgar Keith Spinney
Pour les articles homonymes, voir Spinney.
Edgar Keith Spinney (26 janvier 1851-13 mai 1926) est un homme politique canadien de la Nouvelle-Écosse. Il est député fédéral conservateur de la circonscription néo-écossaise de Yarmouth et Clare de 1917 à 1921. Il est ministre dans le cabinet du premier ministre Arthur Meighen.

## Biographie
Né à Argyle en Nouvelle-Écosse, Spinney entre à la Chambre des communes du Canada à la faveur de l'élection de 1917. En 1920, il siège au cabinet à titre de ministre sans portefeuille. Défait en 1921, il l'est à nouveau en 1925.